# Mariä Himmelfahrt (Hirschau)
Die Pfarrkirche Mariä Himmelfahrt ist eine Kirche in Hirschau im Landkreis Amberg-Sulzbach in der Oberpfalz (Bayern).

## Geschichte
Von der ersten Kirchenanlage aus der Gründungszeit der Pfarrei haben sich keine Spuren erhalten. Der älteste Teil des aktuellen Bauwerks ist der Chor, welcher aus der Frühzeit des 15. Jahrhunderts stammt. Er ist spitzbogig.
Ursprünglich hatte die Kirche einen freistehenden Turm, der 8 m südlich des Langhauses stand. Im 18. Jahrhundert wies der Turm bedenkliche Schäden auf, so dass man sich entschloss, die Glocken abzunehmen. Im Turm, der oben ein eisernes Geländer besaß, wohnte der Türmer. In den Jahren nach 1740 wurde der Turm als nicht mehr bewohnbar erachtet, deshalb musste der Türmer ausziehen. Noch während des Umzugs stürzte der Turm ein. Der Lehrjunge des Türmers kam heil davon, der Türmer selbst verlor ein Bein. Die Mutter des Lehrjungen wurde tot aus dem Schutt geborgen. Am ehemaligen Platz des eingestürzten Turms baute man 1753 den heutigen Turm unmittelbar an das westliche Ende des Langhauses, das in diesem Zug um einige Meter verlängert wurde. Für den Bau wurden Steine aus dem Mühlsteinbruch in Massenricht verwendet.
Mitte des 19. Jahrhunderts wurde das bis dahin bestehende, 12,40 m breite und 24,84 m lange, Langhaus für die Pfarrgemeinde zu klein, zudem ließ der schadhafte Dachstuhl den Umbau des Langhauses ratsam erscheinen. Deshalb wurde das Langhaus im Jahr 1848 unter Stadtpfarrer J. B. Kotz umgebaut und im neugotischen Stil umgestaltet. Die Benediktion der erweiterten Kirche erfolgte am 9. September 1849. In den folgenden Jahren wurden noch einige ausstehende Arbeiten durchgeführt. Die Gesamtkosten des Umbaus beliefen sich auf 16.000 Gulden.

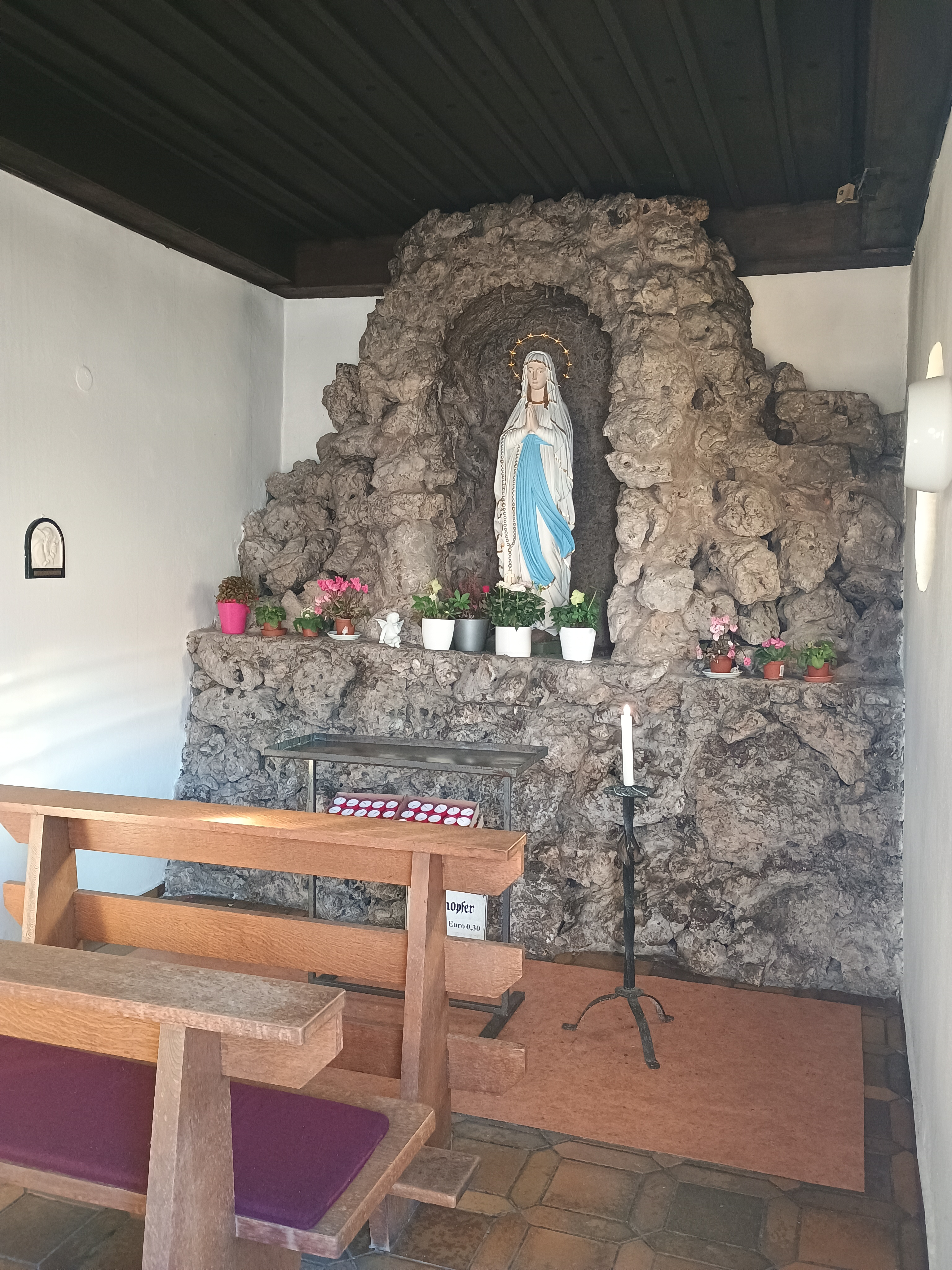
Innenansicht der Lourdesgrotte

1912 ließ Pfarrer Johann Hiederer rechts an den Turm die Lourdesgrotte und links die Ölbergkapelle anbauen. Die Kosten dafür übernahm er selbst.
Die Sakristei befand sich ursprünglich im Anbau der Nordseite des Chors und wurde erst um das Jahr 1910 an die heutige Stelle verlegt.
Am 20. April 1945 wurde die Kirche durch einen amerikanischen Bombenangriff erheblich beschädigt. Der Turm hatte einen schweren Treffer erhalten und das Dach des Kirchenschiffes war abgedeckt worden. Eigentlich sollte das Schulhaus getroffen werden, weil dort große Mengen deutscher Waffen gelagert waren.
1968 wurden die Seitenaltäre entfernt. Im Jahre 1986 wurde die Kirche innen renoviert. Im Zuge dieser Maßnahmen ließ Dekan Edwin Völkl die Altäre im neugotischen Stil wieder errichten. Auch die Kreuzwegstationen, die aus dem Mutterhaus der armen Schulschwestern in Neunburg vorm Wald stammen, wurden in dieser Zeit angebracht.
1971 wurde das Turmkreuz erneuert. Es misst 2,75 m. Bei einem starken Sturm wurde das Kreuz 1984 abgeknickt. 1985 wurde es wieder aufgerichtet.
Die Außenrenovierung der Kirche und die Totalrenovierung des Sandsteinturms wurde 1988 durchgeführt.

## Ausstattung des Kirchenraums
Die Gesamteinrichtung der Pfarrkirche ist neu, allerdings sind auch bemalte Figuren aus der Spätgotik erhalten geblieben.
Der Taufstein auf der linken Seite stammt aus dem 17. Jahrhundert. Die barocken Stuhlwangen gehen auf das Jahr 1730 zurück. Das Chorgestühl wurde 1986 von Schreinermeister Hans Birner aus Hirschau gebaut. Links über dem Chorgestühl befindet sich die Kreuzigungsgruppe, rechts der heilige Leonhard und Johannes Nepomuk. Der heilige Wenzel wurde 1986 nach einer Statue in der Pfarrkirche in Trausnitz neu angefertigt.

### Altäre

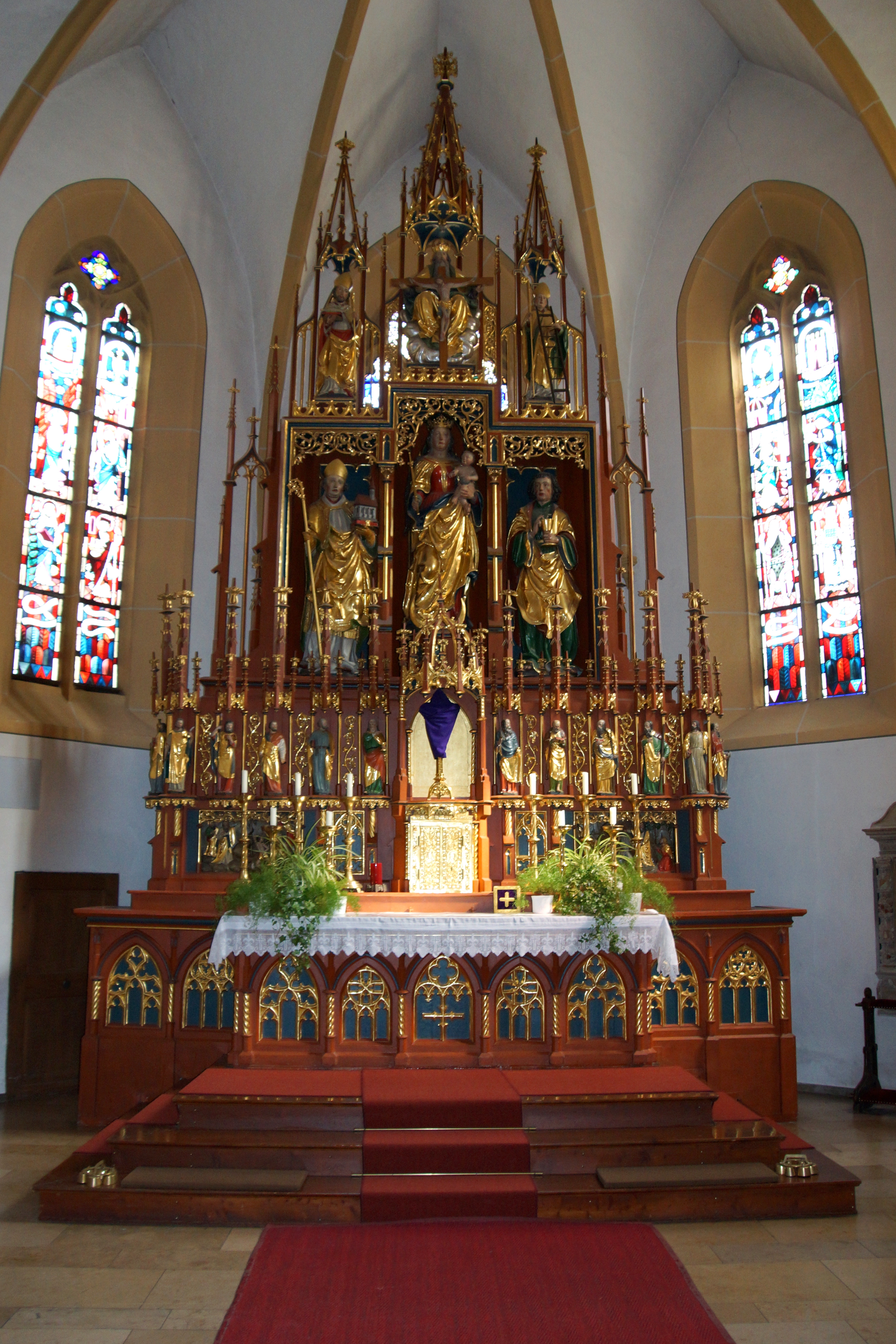
Mariä Himmelfahrt – Hochaltar

Am Hochaltar sind gute Arbeiten aus der Zeit um 1520 erhalten geblieben. Darunter sind die zwölf Apostel. An der Spitze des Hochaltars befindet sich in der Mitte der Gnadenstuhl, rechts St. Emmeran und links St. Ulrich. Rechts vom Hochaltar befindet sich das Epitaph für Jörg Wurmrauscher und seine Frau Margarete.
Der Volksaltar wurde aus dem alten Chorgestühl gefertigt und birgt Reliquien der römischen Märtyrer Justinus, Vitalis und Fortunata. Die Echtheit der Reliquien wurde 1848 von Bischof Valentin von Riedel bestätigt.
Der rechte Seitenaltar zeigt den heiligen Josef, den heiligen Sebastian und den heiligen Georg und darüber das Herz Jesu. Der linke Seitenaltar zeigt den heiligen Antonius, die heilige Katharina und die heilige Margarete. Das Herz Mariä darüber ist neu.

### Fenster
In der Apsis befinden sich drei Bleiglasfenster. Das Fenster hinter dem Altar ist dreigeteilt, die Fenster links und rechts des Altars sind zweigeteilt. Diese Fenster stammen aus den Jahren 1951 und 1957. Gefertigt wurden sie von der Glasmalerei G. Schneider aus Regensburg.

### Holzdecke
In der Holzdecke befinden sich Medaillons, die die Motive Mariä Verkündigung, den Kreuzweg und die Krönung Mariens zeigen. Auf den Schildern sind Anrufungen aus der lauretanischen Litanei dargestellt.

### Orgel
1851 lieferte der Amberger Orgelbauer Friedrich Specht eine neue Orgel mit 18 Registern auf zwei Manualen und Pedal. 1917 wurde sie durch einen Neubau (op. 347, 17/II/P) von Binder & Siemann (Regensburg) ersetzt. Das Instrument hat pneumatische Trakturen. Im Laufe der Zeit wurde der Prospekt verändert. 1970 und 1990 gab es Umdisponierungen durch Hirnschrodt / Hartmann. Seit mehreren Jahren ist das Instrument nicht mehr spielbar, als Ersatz dient ein Elektronium.

### Glocken
In der ersten Hälfte des 20. Jahrhunderts waren die Glocken der Stadtpfarrkirche zweimal dem Krieg zum Opfer gefallen. Am 13. Dezember 1917 musste die Pfarrei drei Glocken aus der Pfarrkirche an die Kriegsmetallstelle abliefern. Neben der zwei Zentner schweren Sterbeglocke aus dem 15. Jahrhundert konnte nur eine 1911 gegossene Glocke erhalten werden. Diese wurde jedoch 1928 eingeschmolzen, da sie tonlich nicht rein war. Zum Patrozinium am 15. August 1928 ertönten erstmals die sechs neuen, von der Glockengießerei Johann Hahn in Landshut gegossene Glocken, denen Geistlicher Rat Johann Hiederer die kirchliche Weihe erteilte. Die Beschaffung der Glocken bezuschusste die Stadt Hirschau mit 7000 Mark.
1942 wurde das Geläute der Pfarrkirche – mit Ausnahme der Sterbeglocke – beschlagnahmt und zu Kriegsmaterial umgearbeitet.
Nach dem Ende des Zweiten Weltkriegs mussten zuerst die Schäden des Bombenangriffs aus dem April 1945 beseitigt werden, bevor die Glocken ersetzt werden konnten. Für das Geläute konnten deshalb vorerst nur die drei kleinen Glocken angeschafft werden. Sie wurden in der Gießerei Hamm in Regensburg gegossen. Die acht Zentner schwere Glocke (Ton g) trägt die Inschrift: "Hl. Mutter Anna, bitte für die Familien der Pfarrgemeinde!". Die Inschrift der sechs Zentner schweren Glocke (Ton b) lautet: "Hl. Wolfgang, bitte für uns!" Auf der kleinsten, vier Zentner schweren Glocke (Ton c) steht zu lesen: "Führt, o Engel, unsere Jugend allezeit den Weg der Tugend!".
Im August 1949 hoffte man, dass die noch fehlenden drei großen Glocken bis Ende Oktober in Hirschau eintreffen und erstmals an Allerheiligen ertönen werden. Man musste sich allerdings knapp zwei Monate länger gedulden. Die drei großen Glocken trafen am Samstag, 17. Dezember 1949, in Hirschau ein. Die größte Glocke (Ton C) mit der Inschrift: "Herz Jesu, König und Mittelpunkt der Herzen" wiegt 42 Zentner. 22 Zentner schwer ist die Glocke (Ton es) mit der Inschrift: "Maria, Königin des Friedens, bitte für uns!". Auf der 15 Zentner schweren Glocke (Ton f) steht zu lesen: "Hl. Josef, Patron der Sterbenden, bitte für uns!".
Am vierten Adventsonntag, den 18. Dezember 1949, nahm Geistlicher Rat Friedrich Zeitler um 9.15 Uhr vor der Pfarrkirche unter überaus großer Anteilnahme der Bevölkerung die Weihe der Glocken vor. Der von Chorregent Josef Lindner geleitete Kirchenchor beschloss die Feier mit dem erhebenden Glockenlied von G. Frey: "Lobsinget ihr Glocken und preiset den Herrn!".
Tags darauf, am Montag, den 19. Dezember 1949, erfolgte das Aufziehen der Glocken. Am Heiligen Abend 1949 erklang das 99 Zentner schwere in c-Moll gestimmte neue Geläut zum ersten Mal.

## Gestaltung des Außenbereichs

### Mariensäule

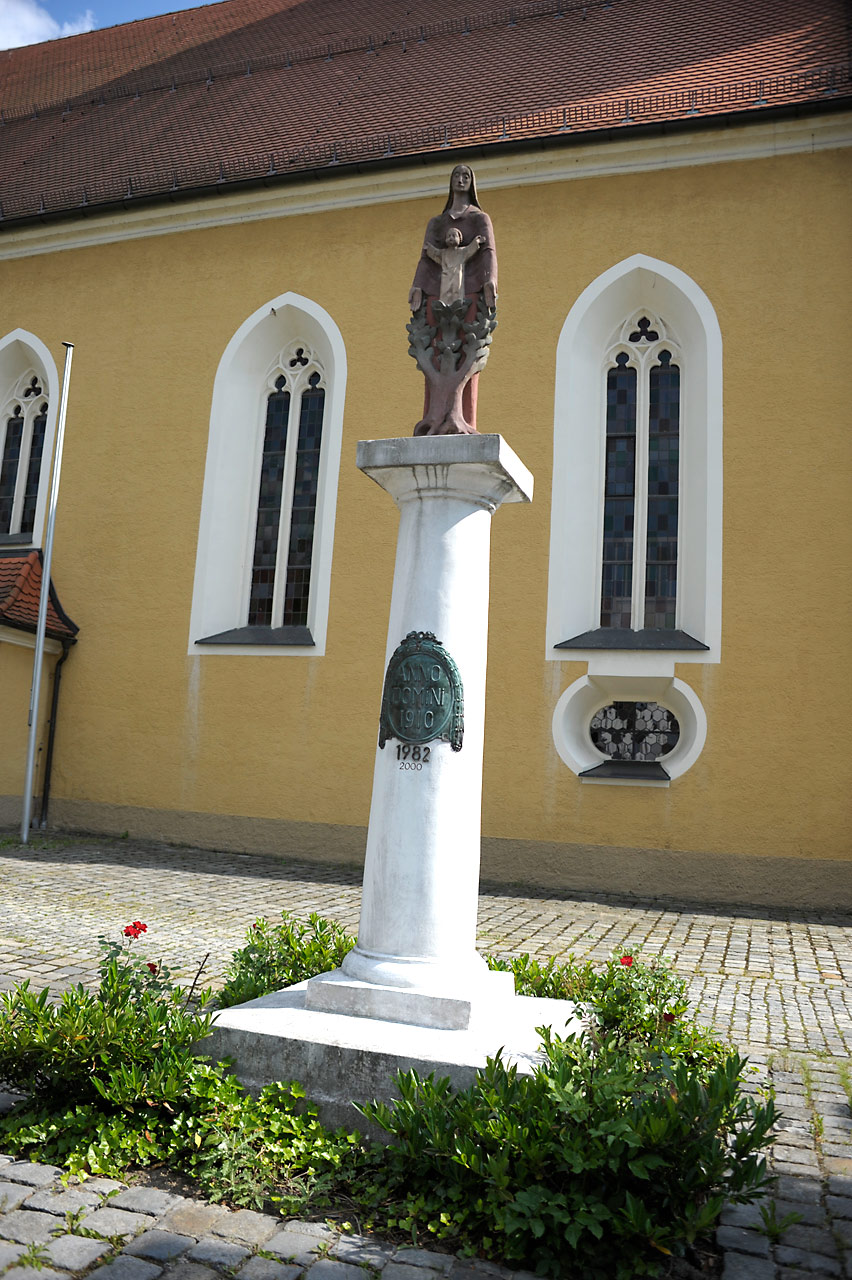
Mariensäule

Nördlich der Kirche auf dem Bischof-Bösl-Platz befindet sich eine Mariensäule. Sie ist traditionell das Ziel einer Lichterprozession, die die Pfarrgemeinde Hirschau jedes Jahr Ende Mai begeht. Die Säule besteht aus einem etwa 2,80 m hohen Betonsockel, auf dem ein ovales Blechschild mit der Aufschrift "ANNO DOMINI 1910" angebracht ist, welche auf das Errichtungsjahr der Säule, das Jahr 1910, hinweist. Weiterhin sind am Betonsockel die Jahreszahlen 1982 und 2000 angebracht. Im Oktober 1981 warf ein Sturm die Säule um, die Marienfigur aus Keramik wurde komplett zertrümmert, eine Wiederherstellung war unmöglich. Der damalige Stadtpfarrer Edwin Völkl beauftragte deswegen den Weidner Bildhauer Günter Mauermann mit der Anfertigung einer neuen eineinhalb Meter hohen Marienstatue. Diese wurde am 31. Mai 1983 zum Abschluss an die traditionelle Lichterprozession eingeweiht. Im Laufe der Jahre verblasste die Marienfigur immer mehr. Deshalb beauftragte Stadtpfarrer Norbert Demleitner im Jahr 2000 den Malermeister Josef Gründwald, der der Figur ihr heutiges Aussehen verlieh.
Erbaut wurde die Mariensäule in der Zeit, als Johann von Gott Hiederer Pfarrer in Hirschau wirkte (1907–1933). Dieser stelle am 27. Oktober 1909 einen Antrag an den Magistrat in Amberg mit der Bitte um Erlaubnis, "auf dem feien Platz zwischen Schulhaus & Kirche einen Brunnen herzustellen". In der tags zuvor stattfindenden Sitzung der Kirchenverwaltung erklärte Hiederer laut Protokoll, dass ein Brunnen neben der Kirche wegen der Mengen an Wasser, die zur Kirchenreinigung benötigt werden, wünschenswert wäre. Auch erklärte Hiederer, dass er gedenke, "später dem Brunnen einen dekorativen Charakter dadurch zu verleihen, dass er hinter demselben eine Marienstatue anbringen wird & so der öde Kirchenplatz durch diesen zu schaffenenden "Marienbrunnen" etwas belebt wird." 1910 konnten sowohl Brunnen als auch Mariensäule errichtet werden.

### Salvatorsäule

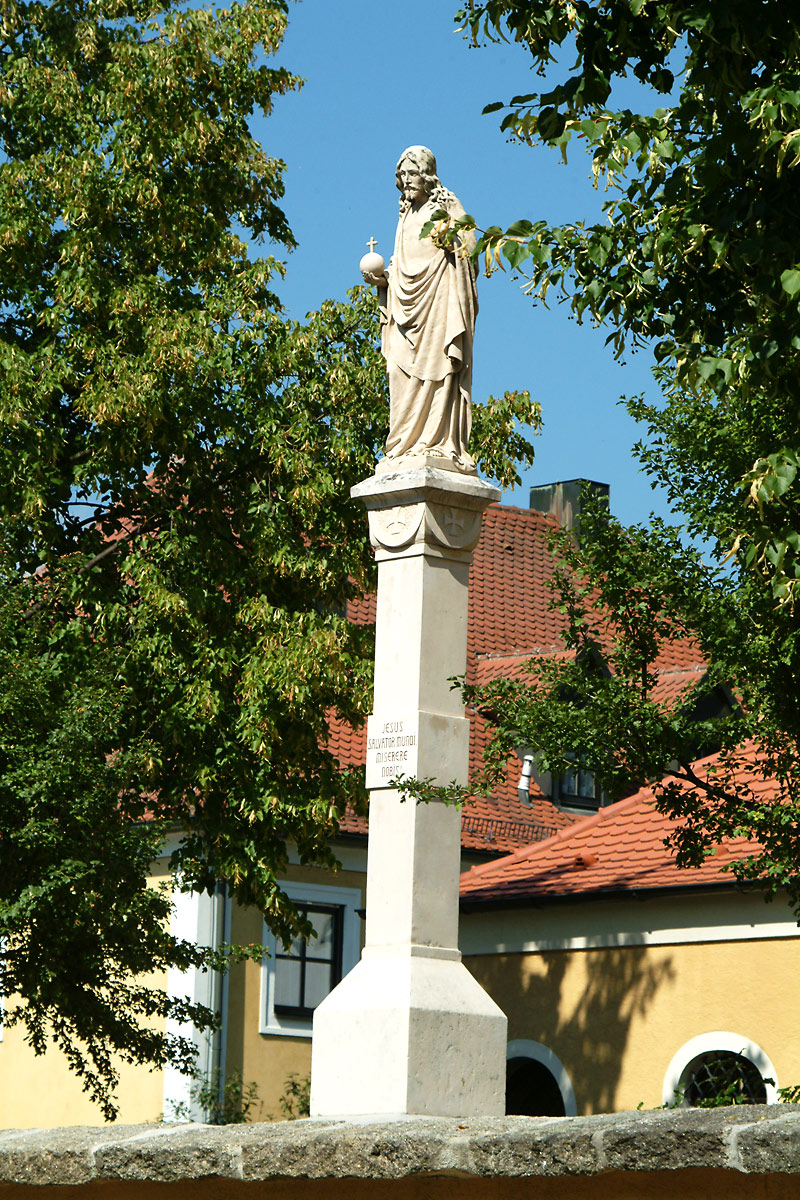
Salvatorsäule

Auf der Südseite der Kirche steht auf einem Sockel mit quadratischem Grundriss eine Christusstatue.

### Epitaphe
In die äußere Südfassade sind drei Epitaphe eingelassen.

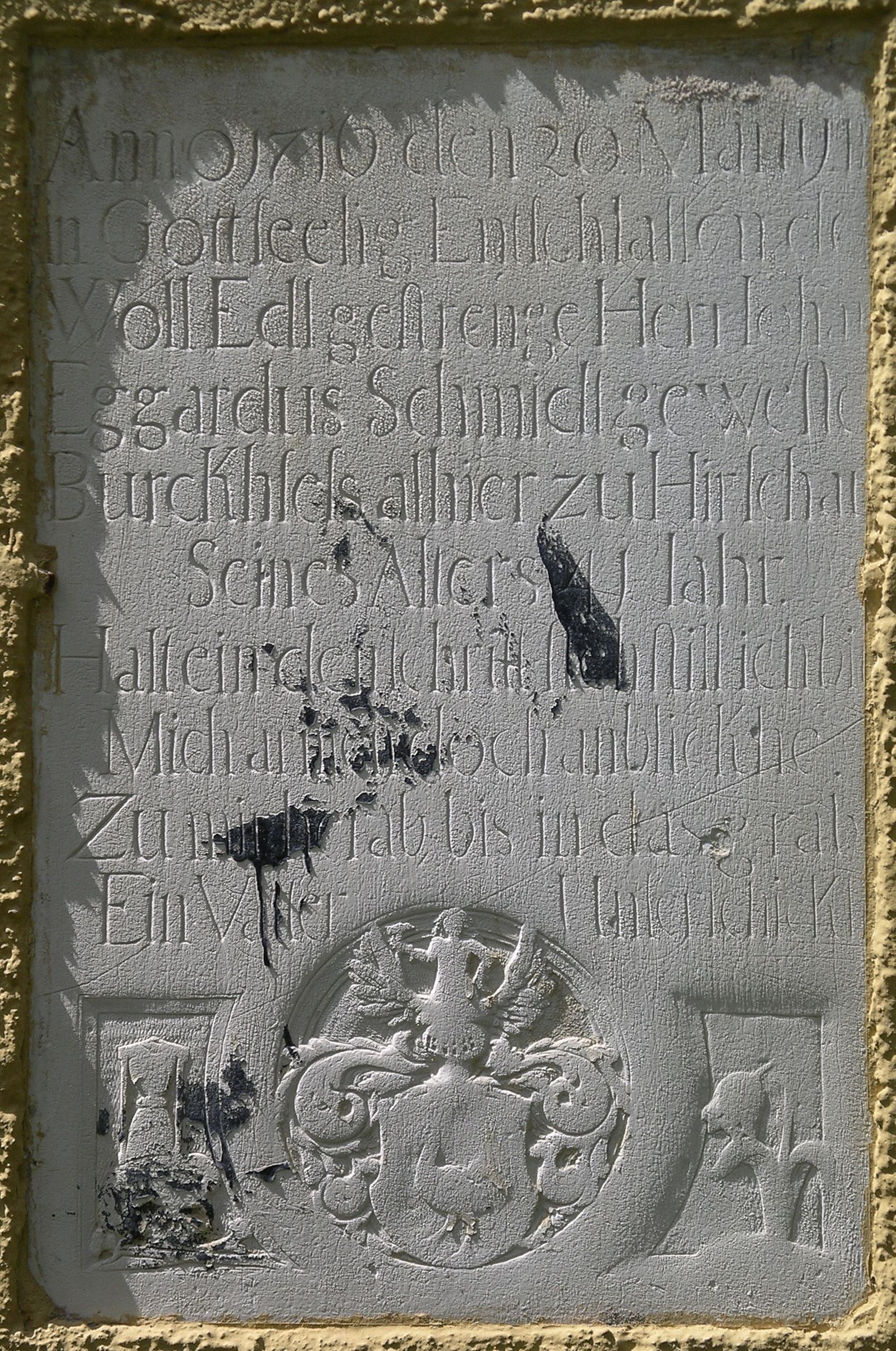
Henrich Eggard Schmidt, Burgsess in Hirschau, 1716
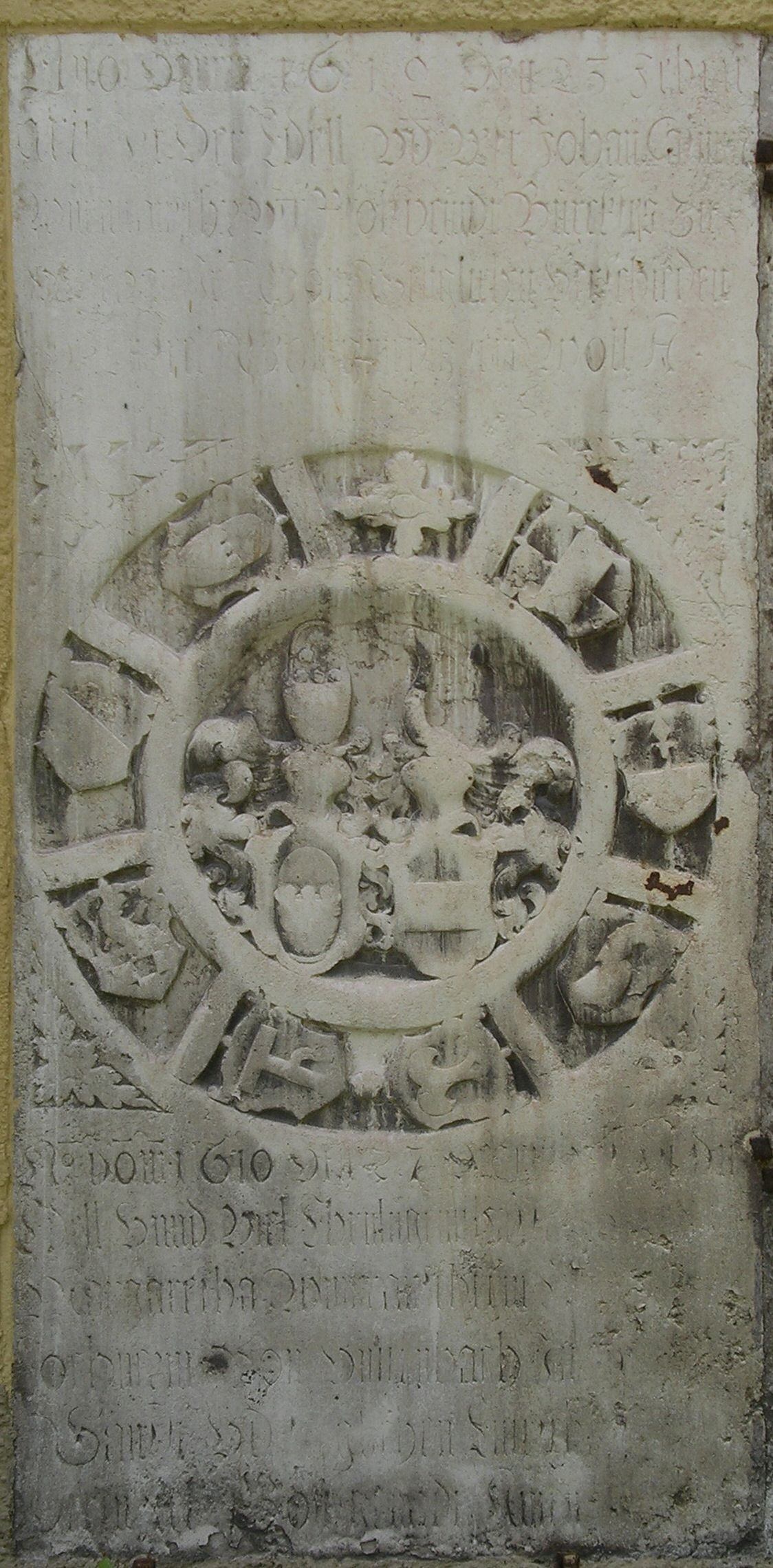
1610, 1612
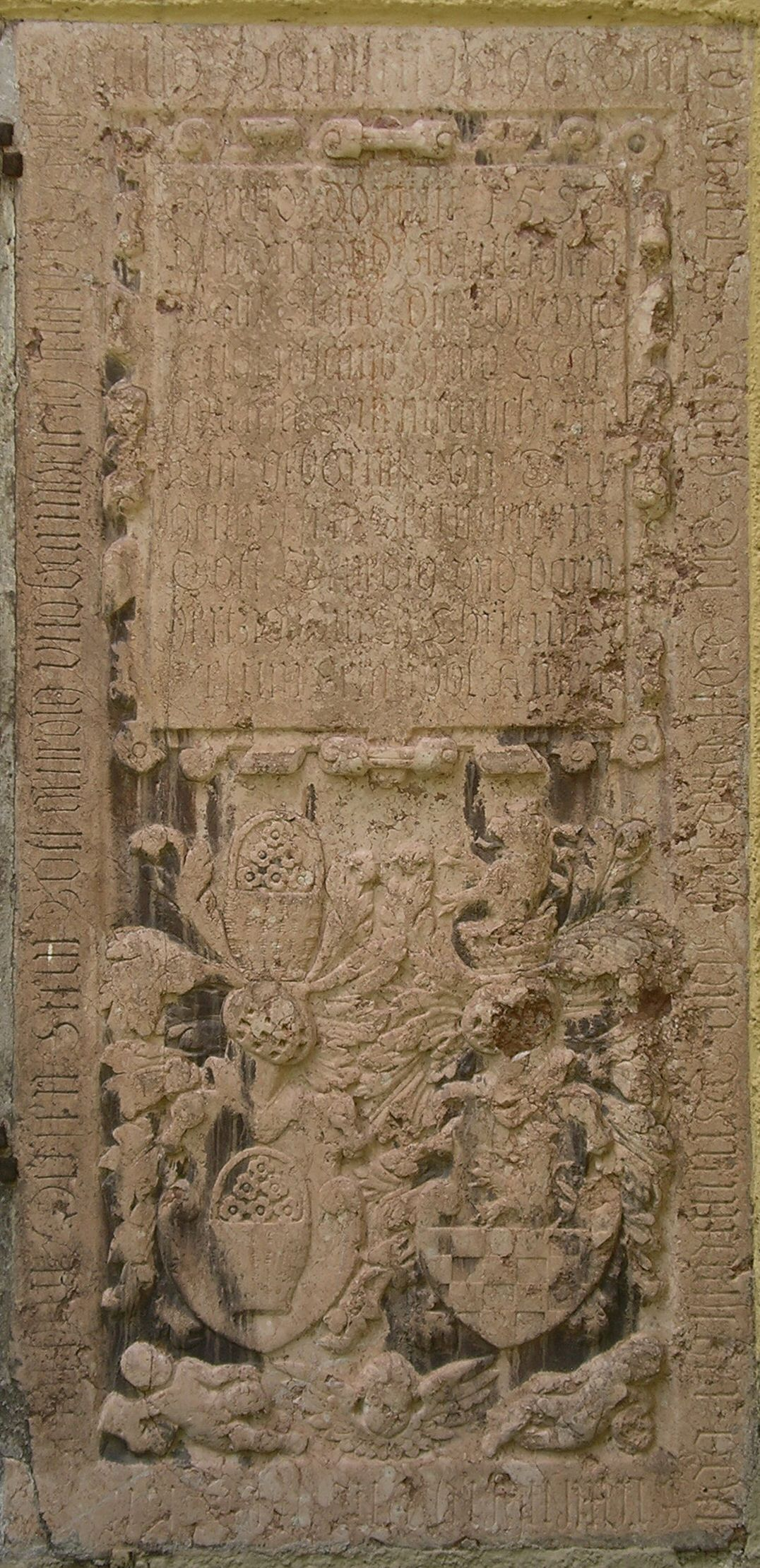
1593

### Himmel-Erd-Kreuz

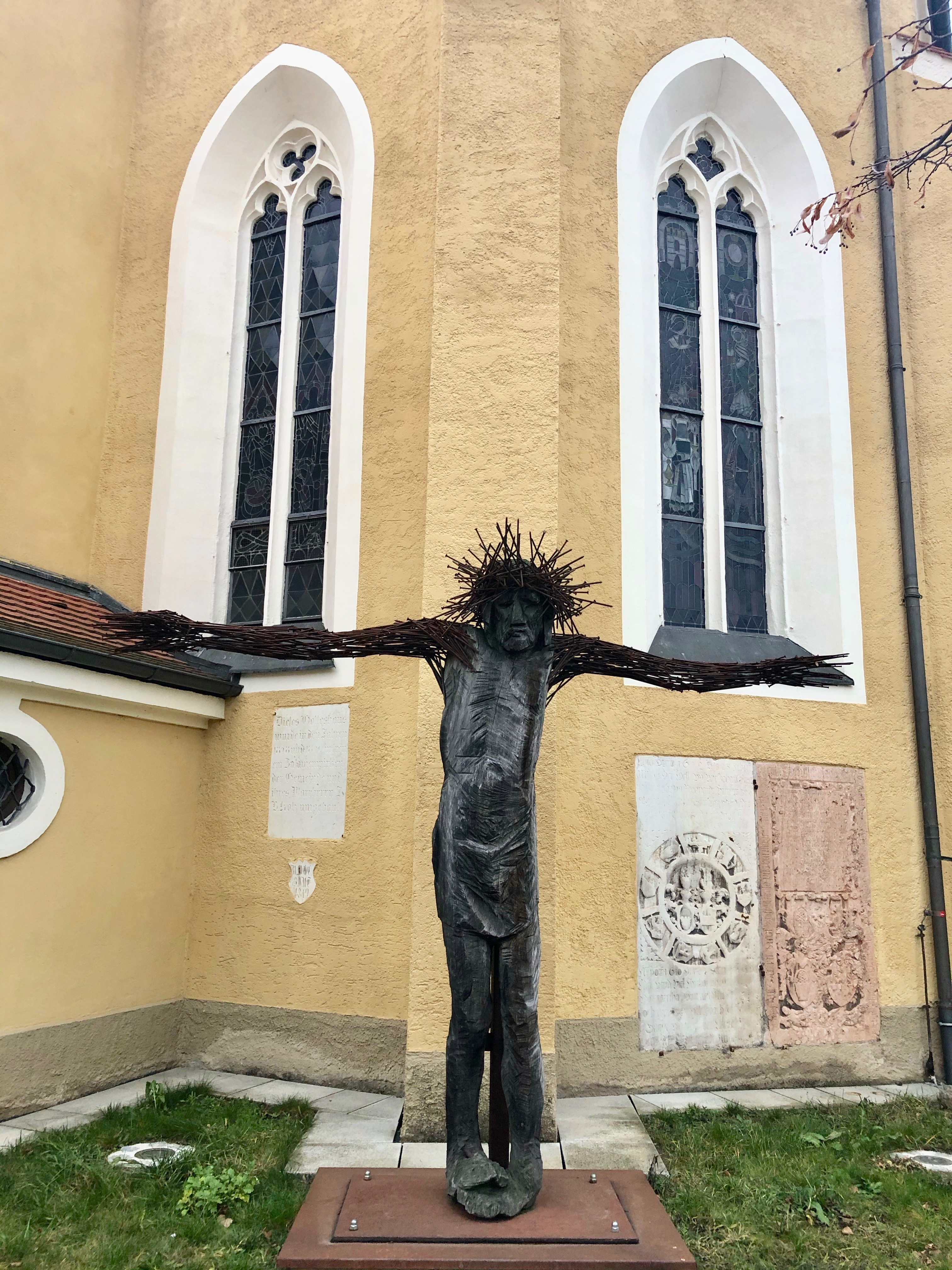
Himmel-Erd-Kreuz

Das "Himmel-Erd-Kreuz" ist das zentrale Stück eines Triptychons zum Thema Passion, das die Ursensollener Künstlerin Sabine Mädl 2006 geschaffen hat. Es wurde 2014 an der Süd-Ost-Seite der Kirche aufgestellt.